# بخش داوانگره
بخش داوانگره (به انگلیسی: Davanagere district) یک منطقهٔ مسکونی در هند است که در Bengaluru division واقع شده است. بخش داوانگره ۴٬۴۶۰ کیلومتر مربع مساحت و ۱٬۶۴۳٬۴۹۴ نفر جمعیت دارد.